# Игапо
Игапо (порт. Igapó) је тип шумске вегетације распрострањен уз саме обале Амазона и његових притока. Ови простори су већим делом године под водом, тако да земљишни покривач одсуствује. а на његовом месту је мочварни муљ који достиже висину од неколико метара. Вегетација је мање разноврсна — приземни спрат биљака не постоји, а успева само изузетно високо дрвеће изнад 15-20 метара. Велике водене површине прекривене су бројних хидрофилним растињем од којих је најзначајнија једна врста локвања (Victoria amazonica) чији пречних достиже чак два метра. Игапо је веома непроходна шумска заједница.